# Kallokibotion bajazidi
Kallokibotion bajazidi Nopcsa, 1923 è un rettile estinto, appartenente all'ordine Testudines. Visse nel Cretaceo superiore (Maastrichtiano, tra 70 e 65,95 milioni di anni fa) e i suoi resti fossili sono stati ritrovati in Europa (Romania).

## Descrizione
Questo animale doveva essere di grandi dimensioni: in un esemplare incompleto, il solo cranio era lungo circa 40 centimetri (il più grande fra tutte le tartarughe) e la lunghezza doveva superare i 2,5 metri (Zittel et al., 1932). Il carapace era largo e relativamente piatto, e si suppone che questo animale fosse di abitudini acquatiche. Il prefrontale formava gran parte della volta cranica in modo simile alle tartarughe arcaiche come Kayentachelys, del Giurassico inferiore. Le superfici trituranti erano molto strette, come in Glyptops. La mandibola era molto profonda (ancora simile a Kayentachelys); al contrario di ogni altra tartaruga nota, Kallokibotion possedeva ossa pterigoidi con un'estensione mediale molto stretta verso il centro. L'osso palatino era dotato di scanalature parasagittali sulla superficie ventrale. Le vertebre cervicali erano anficele (dalle superfici articolari cave sia anteriormente che posteriormente), con alte postzigapofisi, centri vertebrali stretti e una carena ventrale bassa; le vertebre caudali erano anch'esse anficele, con zigapofisi concave anteriormente (contrariamente a quelle di altre tartarughe). Erano presenti grandi mesoplastra triangolari, che separavano hyoplastron e hypoplastron per gran parte della loro ampiezza.

## Tassonomia
Kallokibotion bajazidi venne descritto per la prima volta nel 1923 da Franz Nopcsa, sulla base di resti fossili ritrovati nella zona di Hațeg, in Romania. Questo animale è stato in passato avvicinato ai baenidi, un gruppo di tartarughe tipiche del Nordamerica (Gaffney, 1975); altre ricerche lo hanno dapprima considerato un criptodiro basale (Gaffney e Meylan, 1992) e successivamente una tartaruga arcaica dalle affinità incerte (Anquetin, 2012). Ulteriori analisi, tuttavia, hanno mostrato affinità con il gruppo dei meiolaniidi, un gruppo di tartarughe dalle caratteristiche arcaiche e dalla notevole diffusione (Sterli, 2012). L'incerta collocazione sistematica di Kallokibotion è dovuta alle numerose caratteristiche primitive (plesiomorfiche) di questo animale, condivise con i meiolaniidi e il clade dei paracriptodiri.